# Bibliothek von Alexandria
Die Bibliothek von Alexandria war die bedeutendste antike Bibliothek. Sie entstand Anfang des 3. Jahrhunderts v. Chr. in der kurz zuvor in Ägypten gegründeten makedonisch-griechischen Stadt Alexandria. Der Zeitpunkt des Endes der Bibliothek ist ungeklärt. Die Annahmen reichen von 48 v. Chr. bis ins 7. Jahrhundert. Oft wird die Ansicht geäußert, dass sie im 3. Jahrhundert der Zerstörung des gesamten Palastviertels von Alexandria zum Opfer fiel. Bisher sind keine Überreste der Bibliothek gefunden worden, jedoch bieten die Texte antiker Autoren einige Informationen.
Die Bibliothek verfügte über einen für die damaligen Verhältnisse enormen, aber heute unbekannten Bestand an Schriftrollen. Es handelte sich dabei sowohl um literarische Schriften als auch große Mengen an wissenschaftlicher Literatur aus den verschiedensten Fachgebieten. Es ist anzunehmen, dass bereits bald nach der Gründung ein großer Bestand vorhanden war, der danach über Generationen weiter wuchs. Eine kleinere Tochterbibliothek im Serapeion von Alexandria befand sich im Südwesten der Stadt in einem von den einheimischen Ägyptern bewohnten Stadtteil.
Die Räumlichkeiten der Bibliothek befanden sich im Palastbezirk der Stadt und standen in einer engen Beziehung zu einer bedeutenden wissenschaftlichen Einrichtung, dem Museion von Alexandria, an dem zahlreiche berühmte Gelehrte wirkten und sich die Alexandrinische Schule herausbildete. Wahrscheinlich war die wesentliche Funktion der Bibliothek die einer Schul- und Forschungsbibliothek des Museions. Diese beiden von den ptolemäischen Herrschern finanzierten Institutionen hatten erheblichen Anteil daran, dass Alexandria im 3. Jahrhundert v. Chr. Athen als Zentrum der griechischen Wissenschaft ablöste. Die Bibliothek diente aber nicht nur wissenschaftlichen Zwecken, sondern auch der Machtdemonstration der Ptolemäer. Gegründet wurde sie im Rahmen der groß angelegten Kulturpolitik des makedonisch-griechischen Königs Ptolemaios I. in der Residenz- und Hauptstadt seines ägyptischen Reiches. Auch unter römischer Verwaltung (ab 30 v. Chr.) wurde die Bibliothek weiterbetrieben.
Um die bis heute reichende Nachwirkung der Bibliothek ranken sich abseits der historischen und archäologischen Forschung zahlreiche Mythen. Sie gilt als legendäre Urform einer Universalbibliothek und idealtypischer Wissensspeicher. Besonders verbreitet sind Spekulationen um die Zerstörung der Bibliothek. Dass sie 48 v. Chr. einem spektakulären Großbrand zum Opfer fiel, ist allerdings ebenso unwahrscheinlich wie die Legende der Zerstörung durch die Araber im Jahr 642.

## Überlieferung
Die Quellenlage ist äußerst schlecht, gesicherte Aussagen sind kaum möglich. Zudem berichten die wenigen antiken Quellen oft Widersprüchliches, und die römerzeitlichen Zeugnisse zur Organisation der Bibliothek müssen nicht die vorangehenden hellenistischen Verhältnisse widerspiegeln.
Die früheste Quelle ist der im 2. oder 1. Jahrhundert v. Chr. entstandene Aristeasbrief, der in erster Linie die Übersetzung des Alten Testaments ins Griechische zum Thema hat. Verstreute Bemerkungen finden sich in Werken griechischer und römischer Autoren des 1. und 2. Jahrhunderts n. Chr. wie etwa Strabon, Seneca, Plutarch und Sueton. Weitere Angaben liefern zwei medizinische Schriften des im 2. Jahrhundert lebenden Arztes Galenos. Zusätzliche Informationen stammen vom im 12. Jahrhundert wirkenden byzantinischen Gelehrten Johannes Tzetzes, dessen Informationsquelle der Forschung unbekannt ist.

## Name
In den Quellen wird die Bibliothek mit verschiedenen Namen genannt. Oft wird sie als „die große Bibliothek“ (altgriechisch ἡ μεγάλη βιβλιοθήκη) bezeichnet, aber auch Ausdrücke wie „Bibliothek des Königs“, „Bibliothek des Museions“, „Bibliothek in Alexandria“ oder „erste Bibliothek“ kommen vor.

## Lage und Gebäude

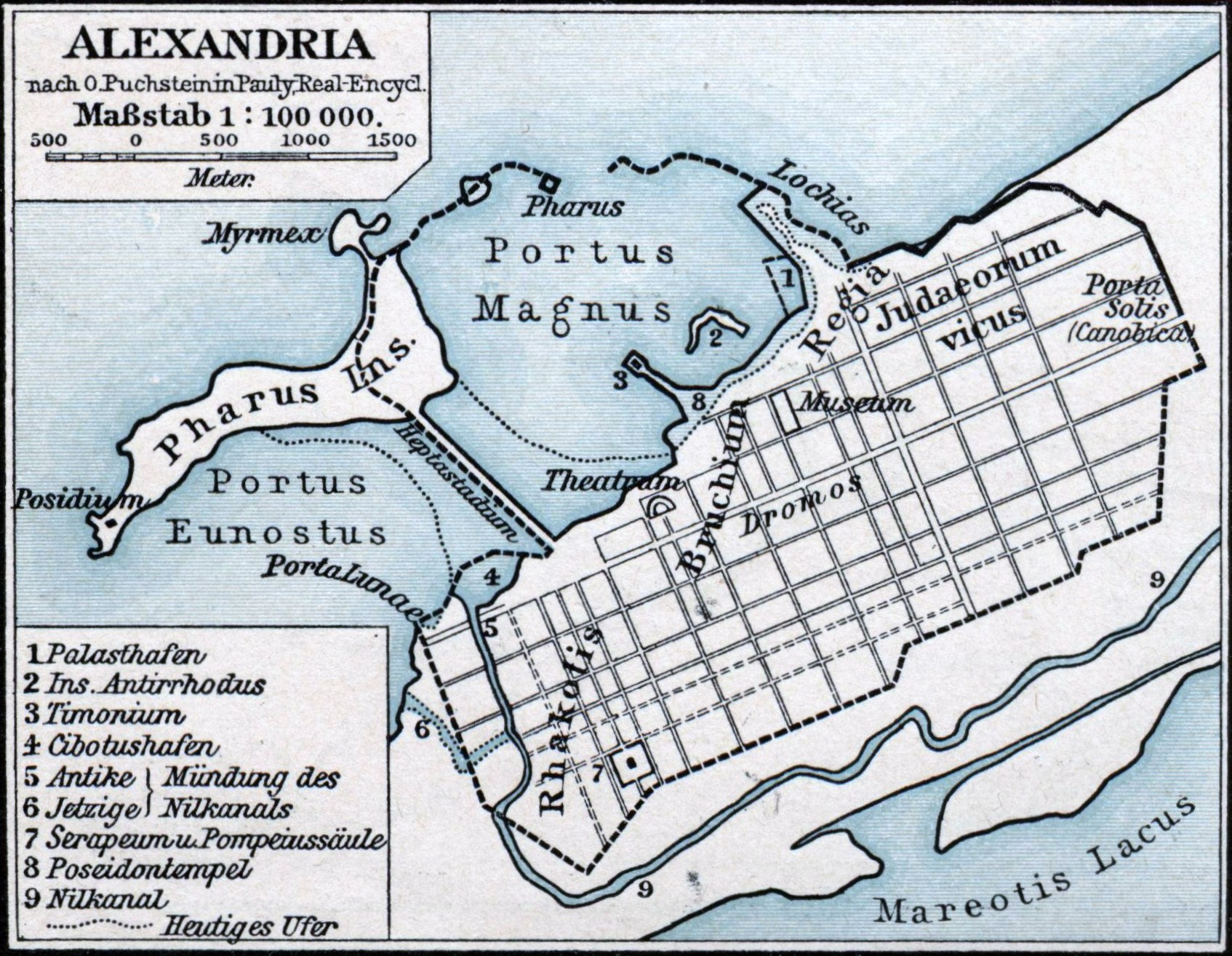
Stadtplan des antiken Alexandria. Das Museion befand sich im Nordosten, das Serapeion im Südwesten.

Bisher haben sich weder von der Forschungseinrichtung im Museion noch von der Bibliothek Überreste nachweisen lassen. Aufgrund von antiken Berichten wie etwa dem Reisebericht des Strabon nimmt man an, dass sich beide im Palastviertel im Nordosten der antiken Stadt befanden. Laut Strabon bestand das Museion aus einem Säulengang, einer Exedra für Studienzwecke und einem großen Speisesaal für die Gelehrten. Eine Bibliothek als gesonderte Räumlichkeit erwähnt er nicht. Auch die anderen Quellen berichten nichts über einen eigenständigen Bibliotheksbau. Ein 1847 gefundener Steinblock war möglicherweise ein Behälter für Buchrollen. Er befindet sich heute im Kunsthistorischen Museum in Wien, gehörte aber – wenn überhaupt – zu einer kleineren privaten Schriftrollensammlung. Der Leiter der Ausgrabungen im alexandrinischen Palastviertel, Jean-Yves Empereur, sieht es als unwahrscheinlich an, dass in absehbarer Zeit Reste der Bibliothek gefunden und als solche identifiziert werden können.
Gut möglich ist, dass die Bibliothek nie über ein eigenes Gebäude verfügte, sondern sich in besonderen Räumen des Museions befand, anfangs vielleicht nur in dort aufgestellten Regalen. Nach ihrem Anwachsen könnte sie in mehreren Gebäuden des Palastviertels untergebracht gewesen sein. Aufgrund der Größe der Bibliothek ist anzunehmen, dass sie über Schreib- und andere Werkstätten verfügte; auch hierüber gibt es allerdings weder Funde noch Berichte. Cécile Orru vermutet, dass sie sich zwischen der Küste und der Kanopischen Straße, südöstlich des Theaters befand.
Eine Tochterbibliothek befand sich im Serapeion von Alexandria, das in der zweiten Hälfte des 3. Jahrhunderts v. Chr. erbaut wurde. Dort lag sie wahrscheinlich dem Hof hinter der südlichen Säulenhalle gegenüber. Archäologen haben die Bibliothek in 19 nebeneinanderliegenden Räumen vermutet. Diese Räume sind 3 × 4 m groß und waren möglicherweise mit Regalen ausgestattet. Gelesen wurden die Schriftrollen wahrscheinlich in davon abgetrennten Gängen.

## Bestand
Bis heute ist kein Papyrusfragment entdeckt worden, das der Bibliothek von Alexandria zuzuordnen ist. Wahrscheinlich ist das Museion samt einer Grundausstattung an Literatur gestiftet worden. Die schon bald nach der Gründung in der Bibliothek vorhandene ungeheure Menge an Schriften deckte alle Wissensgebiete ab. Sie umfasste Werke über naturwissenschaftliche Themen (besonders Astronomie), Mathematik, Medizin und Philosophie samt ausführlichen Kommentaren dazu. Die bei Weitem dominierende Sprache war das Griechische, jedoch waren auch anderssprachige Texte – darunter ägyptische und hebräische – vorhanden, besonders bei religiösem Schrifttum zum Zoroastrismus und Buddhismus, das aus dem Perserreich und Indien stammte. Dass die Bibliothek oft über zahlreiche Handschriften derselben Werke verfügte, lässt sich daraus schließen, dass es den im Museion beschäftigten Gelehrten möglich war, textkritische Standardausgaben dieser Werke zu erstellen.

### Bestandszahlen
Die Schätzungen über die Anzahl der in der Bibliothek vorhandenen Schriftrollen gehen stark auseinander, vor allem aufgrund divergierender, nicht unbedingt zuverlässiger und unterschiedlich interpretierbarer Berichte – es existieren mehr als ein Dutzend Quellen von unterschiedlichem Wert – und wegen der erheblichen Abweichungen zwischen den neuzeitlichen Ansätzen zur Berechnung des Bestands. Es ist von mindestens 54.800 Rollen die Rede, doch werden auch 700.000 Exemplare genannt. Aus den von antiken und mittelalterlichen Autoren überlieferten Angaben ist ein Bestand von 400.000 bis 500.000 Rollen zu erschließen; einige moderne Autoren halten diese Zahl für realistisch. Jedenfalls ist mit stark schwankenden Bestandszahlen im Lauf der Jahrhunderte zu rechnen, wobei zu beachten ist, dass eine Rolle nicht genau einem Werk eines Autors entsprach, sondern mehrere Werke oder auch nur einen Teil eines umfangreichen Werks enthalten konnte. Andererseits wurden beispielsweise für philologische Studien von einem Werk auch mehrere Abschriften behalten.
Berechnungen von Historikern sollen ungefähr ermitteln, wie viele Autoren damals bekannt waren und wie viele Schriften diese im Durchschnitt geschaffen haben können. Den hohen Bestandsangaben der antiken Zeugnisse stehen Rudolf Blum und Roger S. Bagnall kritisch gegenüber. Blums Berechnung lässt die Schätzung von 500.000 Rollen als zu hoch erscheinen, er hält für die damaligen Verhältnisse auch eine Bibliothek von 50.000 Rollen für enorm groß. Für eine niedrige Zahl an Rollen spricht sich auch Bagnall aus, der den antiken Berichten sowie auch modernen Forschern übertriebene Vorstellungen von der Größe der Bibliothek unterstellt. Heinz-Günther Nesselrath hingegen ist der Ansicht, dass je nach Art der Berechnung auch höhere Bestandszahlen in Betracht kommen.
Zu beachten ist, dass Papyrus zwar ein lange haltbarer Beschreibstoff ist, das feuchte Klima in Alexandria sowie der Gebrauch durch Leser aber die Rollen erheblich belastet haben mussten. Man nimmt an, dass eine Papyrusrolle unter diesen Umständen zwischen 100 und 300 Jahre überstehen konnte, bevor es notwendig wurde, sie durch eine Abschrift zu ersetzen. Demnach dürften die großen Bestände aus der frühen Ptolemäerzeit zu Beginn der Römerherrschaft bereits unbrauchbar gewesen sein, wenn sie nicht ständig kopiert wurden.

### Bestandsaufbau
Die Könige, die die Bibliothek errichteten und betrieben, ermöglichten den enormen Zuwachs an Schriftrollen mit großem finanziellem Aufwand. Nach den jeweiligen Interessen der Herrscher zu urteilen, förderte Ptolemaios I. wohl besonders den Geschichtsbereich, sein Sohn Ptolemaios II. mehr die Naturwissenschaften. Der Großteil des Bibliotheksbestands wurde angekauft, wo immer sich Möglichkeiten dazu boten. Überliefert sind etwa Erwerbungen an den damals größten Buchmärkten in Athen und Rhodos. Insgesamt kann von einer wenig gezielten Sammelpolitik ausgegangen werden; man wollte möglichst viel Literatur aus allen Wissensbereichen anschaffen. Damit sollte nicht nur die Arbeit der im Museion beschäftigten Wissenschaftler unterstützt werden. Das Ziel eines möglichst großen Bestandes hing wohl auch mit dem Willen der Betreiber zusammen, Alexandria gegenüber anderen Bildungszentren zu profilieren, seinen Ruhm zu mehren und seine kulturpolitische Position nach innen und außen zu stärken. So wird von einem Konkurrenzkampf mit der später gegründeten Bibliothek von Pergamon berichtet. Die Ankäufe der Bibliotheken sollen den Preis alter Schriftrollen hinaufgetrieben und geschäftsmäßiges Fälschen zur Folge gehabt haben. Nicht gesichert sind die Ankäufe ganzer Gelehrtenbibliotheken wie der des Aristoteles. In der Beurteilung der entsprechenden antiken Berichte sind sich die Historiker uneinig: es ist unklar, ob die Bibliothek die von Aristoteles verfassten und besessenen Schriften erwarb. Überwiegend wird dies für eher unwahrscheinlich gehalten.
Galens Angaben zufolge sollen alle in Alexandria einlaufenden Schiffe durchsucht und alle gefundenen Schriftrollen beschlagnahmt und kopiert worden sein. Anschließend gab man den ursprünglichen Besitzern die angefertigten Kopien, die Originale hingegen nahm man mit dem Vermerk „aus den Schiffen“ in die Bibliothek auf. An gleicher Stelle berichtet Galen über eine weitere rigorose Methode, um an Originalschriften zu gelangen: Ptolemaios III. soll zum Anfertigen einer Kopie das athenische Staatsexemplar der Tragödien des Aischylos, des Sophokles und des Euripides gegen ein nicht unbedeutendes Pfand von 15 Talenten ausgeliehen haben. Jedoch wurden entgegen der Abmachung statt des Originals schön gefertigte Kopien zurückgesandt, das Pfand ließ Ptolemaios verfallen. Zu den durch Kauf, Beschlagnahmung oder gar Diebstahl erworbenen Beständen kamen die zahlreichen, von Mitgliedern des Museions verfassten und übersetzten Werke hinzu. Ob nach den ersten drei Ptolemäern der Bestand weiter wuchs, ist unklar. Einen Einschnitt in der Erweiterungspolitik brachten vielleicht die 150/140er Jahre v. Chr., als zahlreiche Gelehrte und der Bibliotheksleiter selbst aus Alexandria vertrieben wurden.

## Organisation und Betrieb
Der administrative Aufwand für den Betrieb einer so großen Bibliothek muss erheblich gewesen sein, Informationen sind allerdings auch in diesem Bereich äußerst rar. Über die Organisation und die Arbeitsabläufe liegen nur vereinzelte Informationen vor. Galen etwa berichtet im 2. Jahrhundert, dass die Schriftrollen vor ihrer Registrierung in dazu bestimmten Lagerräumen zwischengelagert wurden. Von dort holten sie Bibliotheksassistenten (hyperetai) ab, um sie in die Bibliothek zu bringen.

### Benutzung
Wer zu den gesammelten Schriftrollen Zugang hatte und sie benutzen durfte, ist unsicher. Unstrittig ist die Annahme, dass die Bibliothek einen Annex der königlichen Paläste bildete und in erster Linie den gelehrten Mitgliedern des Museions zur Verfügung stand. Dass die gesamte Öffentlichkeit Zugang hatte, wird nur von wenigen Forschern behauptet. Zu beachten ist, dass nicht die gesamte Bevölkerung alphabetisiert war und Schriftrollen kostbare Besitztümer waren.

### Unterhaltsträger
Träger der Bibliothek waren die ptolemäischen Herrscher, die sie sicher auch zu Repräsentationszwecken unterhielten. Wahrscheinlich sollte die Bibliothek ein Herkunfts- und Zusammengehörigkeitsgefühl unter den eingewanderten Griechen gegenüber der einheimischen ägyptischen Bevölkerung fördern. Dichtung und Wissenschaft gehörten schon zuvor zur Tradition der herrschenden griechischen Oberschicht. Gemeinsam mit dem Museion wurde die Bibliothek zur bedeutendsten Forschungsstätte im 3. Jahrhundert v. Chr. Ihre Größe demonstrierte Überlegenheit. Die enge und andauernde Beziehung zum Herrscherhaus lässt sich auch daran erkennen, dass viele der Bibliotheksleiter gleichzeitig mit der Erziehung der Thronfolger betraut waren. Die Gründung der Tochterbibliothek im ägyptischen Stadtteil diente hingegen der Integration des einheimischen Bevölkerungsteils.

### Personal
Die Größe der Bibliothek lässt darauf schließen, dass einiges an Personal nötig war, um die Schriftrollen zu registrieren, zu ordnen und zu pflegen. Es gilt auch als sicher, dass Abschreiber beschäftigt wurden, die abgenutzte und von auswärts ausgeborgte Papyri kopierten.
Als Vorsteher leitete meist ein herausragender Gelehrter die Bibliothek, im Gegensatz zum Museion, das von einem Priester geführt wurde. Der Posten war begehrt, seine Besetzung behielten sich die Könige vor. Einige der Leiter sind durch eine Namensliste auf einem Papyrus aus dem 2. Jahrhundert sowie durch Tzetzes und die Suda, eine byzantinische Enzyklopädie aus dem 9. Jahrhundert, bekannt. Eine gesicherte Liste kann anhand dieser Quellen jedoch nicht erstellt werden. Demetrios von Phaleron und Kallimachos von Kyrene waren zwar eng mit der Bibliothek verbunden und werden wichtige Funktionen übernommen haben, hatten aber beide vermutlich nie offiziell die Leitung inne. Genannt werden hingegen unter anderen der Grammatiker Zenodotos von Ephesos, der Schriftsteller und Literaturtheoretiker Apollonios von Rhodos, der Universalgelehrte Eratosthenes von Kyrene, der Philologe und Grammatiker Aristophanes von Byzanz, Apollonius Eidograph und der Textkritiker Aristarchos von Samothrake. Während einer innenpolitischen Krise unter Ptolemaios VIII. wurden zahlreiche Gelehrte vertrieben und ein Offizier namens Kydas „von den Speerträgern“ wurde an die Spitze der Bibliothek berufen. Nach ihm werden nur ansonsten völlig unbekannte Personen genannt. Ab 116 v. Chr. lassen sich die Leiter nicht mehr feststellen. Eine Ausnahme bildet Onasander von Paphos, dessen Bibliotheksdirektorenfunktion ab 88 v. Chr. eine in Zypern gefundene Inschrift beweist.
Ein Papyrus aus dem 2. Jahrhundert beinhaltet einen Vertrag über den Verkauf eines Bootes. Einer der Beteiligten war ein sonst unbekannter Valerius Diodoros, der als ehemaliger Bibliothekar und Mitglied des Museions bezeichnet wird.

### Die wissenschaftliche Arbeit an der Bibliothek
Benutzt wurde die Bibliothek von den im Museion beschäftigten Gelehrten, die sich mit allen zeitgenössischen Wissenschaften befassten. Bei der Beurteilung ihres Lebenswerks durch die Altertumswissenschaft werden neben ihren wissenschaftlichen Forschungen, ihren Schriften und Kommentaren auch die von ihnen erstellten Ausgaben der Werke bekannter Autoren als bedeutende Leistungen gewürdigt. Sie sichteten dabei die verschiedenen Abschriften, die ihnen zur Verfügung standen, und versuchten durch kritischen Vergleich eine möglichst autorennahe Textversion zu erstellen. Die ab dem 2. Jahrhundert. v. Chr. erkennbare Vereinheitlichung der Klassikertexte ist auf die Arbeit der alexandrinischen Philologen zurückzuführen, die für die Entstehung der heute vorliegenden Textfassungen von großer Bedeutung war. Neben der philologischen Erstellung von Standardausgaben und deren Kommentierung wurden auch wichtige fremdsprachige Texte ins Griechische übersetzt und unter Heranziehung fremdsprachiger Quellen Geschichtswerke und andere wissenschaftliche Werke verfasst. Berühmt ist die als Septuaginta bekannte Übersetzung des Alten Testaments aus dem Hebräischen.
Die Gelehrten kamen von weither, um in Alexandria zu studieren und zu arbeiten. Finanziert wurde ihre Tätigkeit vom König. Viele von ihnen lebten im Museion, wo ihnen auch ein Speisesaal zur Verfügung stand. Mit Alexandria verbunden waren neben den bereits genannten Bibliotheksleitern unter anderem der Arzt Herophilos von Chalkedon, der Ingenieur und Mathematiker Heron von Alexandria, der Mechaniker Ktesibios, der Astronom Aristarchos von Samos sowie die bedeutenden Mathematiker Archimedes und Euklid. Viele Werke dieser Gelehrten hätten ohne eine so umfangreiche Bibliothek nicht oder nicht auf diesem Niveau geschrieben werden können.

## Katalogisierung
Die in den antiken Quellen beschriebenen Dimensionen der Bibliothek machten Ordnungssysteme notwendig, die es ermöglichten, ein gewünschtes Werk aus der Masse herauszusuchen oder die verfügbare Literatur zu einem bestimmten Thema ausfindig zu machen. Diesem Zweck diente die Katalogisierung der Bestände, die sich bis ins 3. Jahrhundert v. Chr. zurückverfolgen lässt.
Die Nachrichten über Bibliothekskataloge sind zwar äußerst spärlich, es sind aber zumindest Informationen über die Tätigkeit des Gelehrten und bedeutenden Dichters Kallimachos von Kyrene überliefert. Dieser verfasste die pinakes (Verzeichnisse), eine nicht erhaltene Schrift, die in der bibliotheksgeschichtlichen Literatur oft als der erste bezeugte Bibliothekskatalog bezeichnet wurde. Tatsächlich handelte es sich jedoch nicht um einen Katalog, sondern um ein eigenständiges, bibliographisches Werk, das möglicherweise auf dem Katalog der Bibliothek basierte. Die pinakes sollen von großem Umfang gewesen sein und aus 120 Rollen bestanden haben. Sie ordneten jeden der damals bekannten Autoren einer von zehn Kategorien zu, entweder der Rhetorik, dem Recht, der Epik, der Tragik, der Lyrik, der Geschichte, der Medizin, der Mathematik oder der Naturwissenschaft. Falls ein Autor nicht eindeutig einem dieser Themengebiete zugewiesen werden konnte, kam er in die Kategorie „Vermischtes“. Die so zunächst grob eingeteilten Autoren wurden innerhalb dieser thematischen Ordnungsgruppen alphabetisch geordnet und jeweils mit einer kurzen Biographie vorgestellt. Innerhalb der Autoren-Einträge wurden ihre Werke samt einer „Kritik“ darüber aufgelistet. Da die antiken Schriften meist keine festen, eindeutig fixierten Titel aufwiesen, sondern direkt mit dem Text anfingen und die Verfasserschaft oft unklar war, wurden bei der Katalogisierung die ersten Wörter des Textes zur Identifizierung verwendet. Ob die Aufstellung der Schriftrollen räumlich dieser Systematik folgte, ist unbekannt. Ein Papyrus aus dem 3. Jahrhundert v. Chr. ist für die Kenntnis der von Kallimachos eingeführten Methode aufschlussreich.
Den Quellen zufolge wurden die neu eintreffenden Schriftrollen auf folgende Weise registriert, bevor man sie in die Bibliothek einordnete: Zur Unterscheidung verschiedener Abschriften desselben Werks erfasste man den Ort, an dem das Exemplar erworben wurde, den Namen des Vorbesitzers, den Autor der Schrift, gegebenenfalls auch Kommentatoren, Verleger oder Korrektoren und ob es sich um eine vermischte oder unvermischte Schriftrolle handelte; als letztes folgte die Angabe, wie viele Zeilen die Rolle umfasste.

## Die Tochterbibliothek im Serapeion

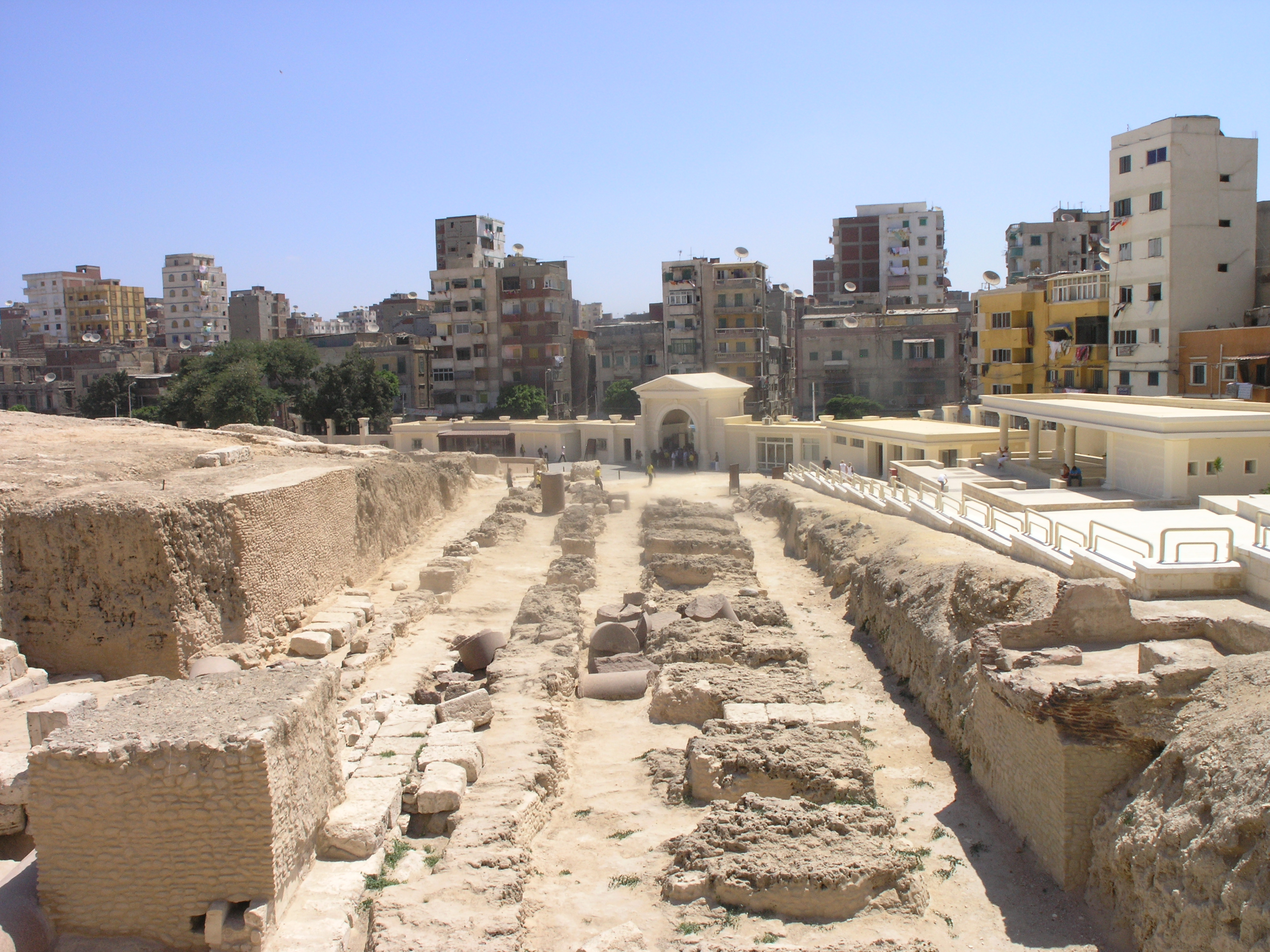
Überreste des Serapeions

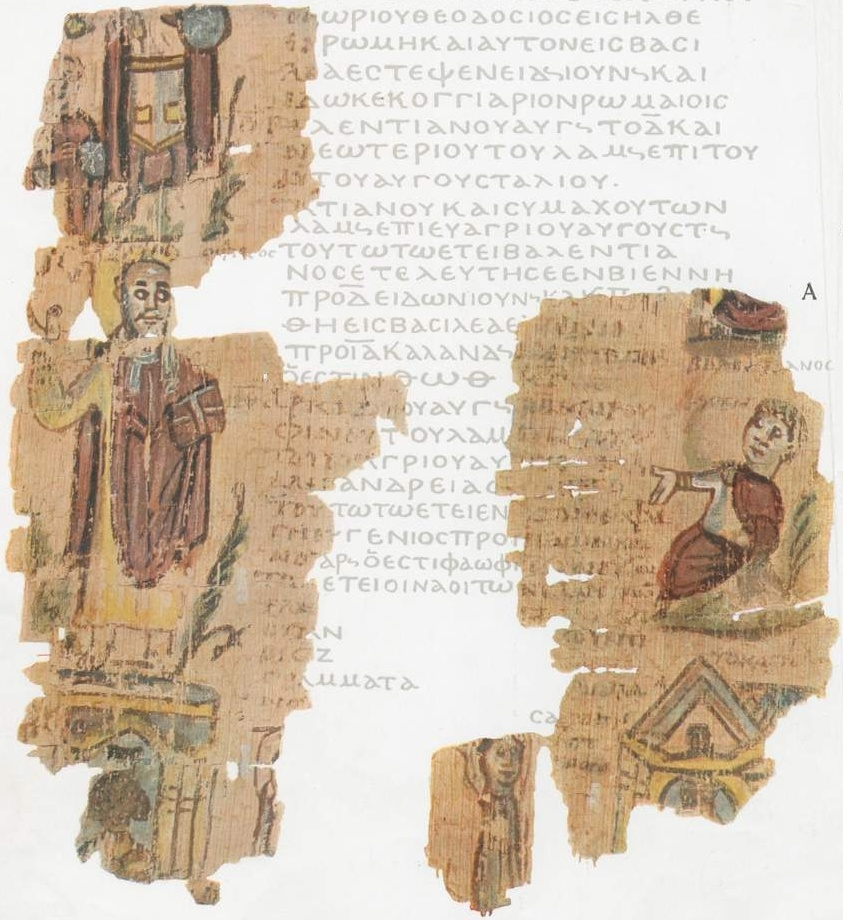
Theophilos steht triumphierend auf dem Serapeion (spätantike Buchillustration)

Eine kleinere Bibliothek, später auch als „Tochter“ bezeichnet, wurde wahrscheinlich von Ptolemaios III. gegründet. Untergebracht war sie – in der Tradition ägyptischer Tempelbibliotheken – im Tempel des Serapis, der auf einer Anhöhe über der Stadt lag. Tempel und Bibliothek befanden sich im ägyptischen Stadtviertel Rakotis. Daher wird die Tochterbibliothek in der Forschung der Tradition der ägyptischen Tempelbibliotheken zugeordnet. Sie diente wohl der kulturellen Integration der dort ansässigen Einheimischen. Einem antiken Bericht zufolge war sie ursprünglich mit 42.800 Schriftrollen ausgestattet. Zum Teil handelte es sich dabei möglicherweise um ausgesonderte Dubletten der Mutterbibliothek. Wahrscheinlich war die Bibliothek im Serapeion zumindest zu manchen Zeiten der gebildeten Öffentlichkeit zugänglich. Das Serapeion ist seit den 1940er Jahren ausgegraben; eine Identifizierung der Bibliotheksräume wurde versucht, ist jedoch nicht gesichert.
Tempel und Bibliothek wurden im Jahr 391 vollständig zerstört. Dies geschah im Rahmen der gewaltsamen Auseinandersetzungen, bei denen das christliche Kaisertum, in diesem Fall Kaiser Theodosius I., sowie die staatlichen und kirchlichen Behörden Alexandrias dem paganen Teil der Bevölkerung gegenüberstanden. Im Jahr 391 ordnete der damalige Patriarch von Alexandria, Theophilos, die Zerstörung des Serapeions an, das zu einem Zentrum der paganen Kulte und Gelehrsamkeit geworden war. Der vorhergehende Konflikt und vermutlich auch die Zerstörung selbst wurden von blutigen Ausschreitungen und Plünderungen begleitet. An der Stelle des Tempels ließ Theophilos eine christliche Kirche erbauen.
Eine neuere Studie argumentiert, dass laut der überlieferten Belege zur Bibliothek das Serapeion in römischer Zeit, nach einem vorausgehenden Brand im Jahre 181 n. Chr. und der anschließenden Erweiterung des Tempelgebäudes, zur Hauptbibliothek Alexandrias wurde, die Bestände aus der ursprünglichen ptolemäischen Sammlung also dorthin verlegt worden waren.

## Geschichte

### Unter den Ptolemäern

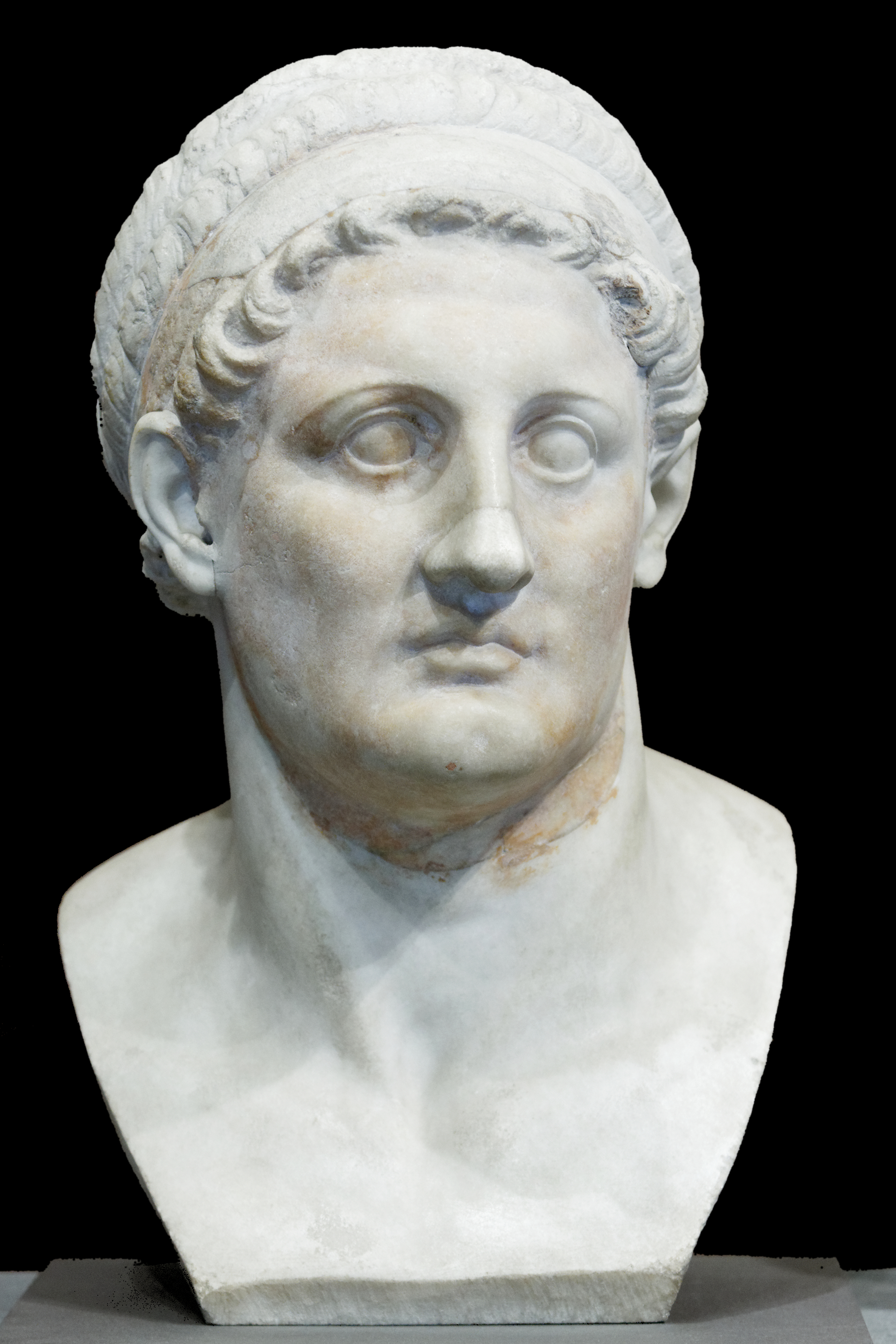
Ptolemaios I., Anfang 3. Jahrhundert v. Chr., heute im Louvre

Nach der Eroberung Ägyptens durch Alexander den Großen war Alexandria als makedonisch-griechische Gründung ab 331 v. Chr. als Planstadt erbaut worden. Der ehemalige Feldherr Ptolemaios I. übernahm bald nach dem Tod Alexanders (323 v. Chr.) die Herrschaft über Ägypten. In der Folge war er bestrebt, außen- und innenpolitische Maßnahmen zur Festigung seiner Legitimation zu treffen. Die Errichtung des Museions und die Sammlung der ersten Schriften, wenn nicht gar der Bau der Bibliothek, erfolgten vermutlich in seiner Regierungszeit, möglicherweise zwischen 290 und 282 v. Chr. Diese Ansicht hat sich in der modernen Forschung durchgesetzt, obwohl zahlreiche Quellen berichten, dass die Bibliothek erst von seinem Nachfolger Ptolemaios II. gegründet wurde.
Antike Berichte legen nahe, dass Museion und Bibliothek in der Tradition der Athener Philosophenschulen Platons und besonders des Aristoteles standen, die ebenfalls den Musen geweiht waren und über Bibliotheken verfügten. Zwar ist Strabons Behauptung, Aristoteles selbst habe die „Könige in Ägypten“ bezüglich der Bibliotheksordnung unterwiesen, schon aus zeitlichen Gründen unzutreffend, da Aristoteles bereits 322 v. Chr., ein Jahr nach Alexander dem Großen, starb, doch bestand ein indirekter Einfluss über den Politiker und Philosophen Demetrios von Phaleron, der in Athen der Schule des Aristoteles angehört hatte. Demetrios war laut zahlreichen antiken Zeugnissen entscheidend am Aufbau der alexandrinischen Bibliothek beteiligt. Allerdings wurde er aus politischen Gründen bald nach dem Tode Ptolemaios’ I. aus Alexandria verbannt.
Möglich ist, dass das Museion nicht nur an die Philosophenschulen Athens anknüpfte, sondern auch an die Traditionen ägyptischer Tempel. Wie an Tempeln war auch im Museion eine kultisch-religiöse und gleichzeitig wissenschaftlich ausgerichtete Gemeinschaft beschäftigt, die Gottheiten (den Musen) dienen sollte, der ein Priester vorstand und deren Angehörige von der Steuer befreit waren.
Für die Zeit nach Ptolemaios III. liegen nur wenige Informationen vor. So ist vor allem unklar, ob der Bestand der Bibliothek nach dem Tod dieses Herrschers weiterhin vergrößert wurde. Um 145 v. Chr. soll Ptolemaios VIII. nach seiner Thronbesteigung die Gelehrten, unter denen sich auch der Prinzenerzieher und Leiter der Bibliothek Aristarchos von Samothrake befand, aus Museion und Bibliothek vertrieben sowie aus Alexandria verbannt haben. Historiker vermuten, dass im 2. Jahrhundert v. Chr. innen- und außenpolitische Konflikte das Interesse an den Wissenschaften und der Bibliothek verdrängten. Die Blütezeit der Bibliothek und des Museions könnte man demnach vom Anfang des 3. bis zur Mitte des 2. Jahrhunderts v. Chr. ansetzen.
Die Annahme, dass die Bibliothek 48 v. Chr. im Verlauf des Alexandrinischen Kriegs abbrannte, ist wohl falsch. Sie hat nachweislich auch später bestanden, und vor allem ist es aus einigen Gründen unwahrscheinlich, dass der von Caesar im Hafen gelegte Brand auch die Bibliothek erreicht hat. Weder in den Schriften Caesars noch bei Strabon oder Cicero wird Entsprechendes erwähnt. Vermutlich handelt es sich um eine erst im 1. Jahrhundert n. Chr. entstandene Legende, denn die ersten Autoren, die einen Brand der Bibliothek erwähnen, sind Seneca († 65) und Plutarch († um 125). Seneca spricht allerdings ohne zeitliche Angaben von einem Brand von lediglich 40.000 Schriftrollen, und Plutarchs Behauptung, dass der von Caesar verschuldete Brand die Bibliothek erreichte, ist kaum glaubwürdig. Erst Aulus Gellius behauptet im 2. Jahrhundert, es seien 700.000 Schriftrollen verbrannt. Ein wesentlicher Umstand ist die wahrscheinlich große Entfernung – möglicherweise etwa ein halber Kilometer – zwischen dem Hafen, wo das Feuer aus militärisch-taktischen Gründen gelegt wurde, und der Bibliothek. Verbreitete sich das Feuer tatsächlich so weit, hätte auch ein großer Teil der Stadt mit bedeutenden Monumenten in Flammen gestanden, wovon nichts berichtet wird. Wenn damals überhaupt Schriftrollen verbrannten, dann wohl solche, die sich nicht in der Bibliothek befanden, sondern als Handelsware am Hafen zwischengelagert wurden.
Vereinzelt gibt es allerdings auch in der neueren Forschung anders lautende Urteile. William J. Cherf sieht nach einer meteorologischen Analyse für die Zeit von Caesars militärischem Vorgehen Potenzial für die Entfachung eines Großbrandes der Stadt, und Heinz-Günther Nesselrath will nicht ausschließen, dass zumindest ein Teil der Bibliothek Schaden nahm. Für eine Zerstörung treten Mostafa El-Abbadi sowie in einer gemeinsamen Publikation Monica Berti und Virgilio Costa ein.

### Unter den Römern

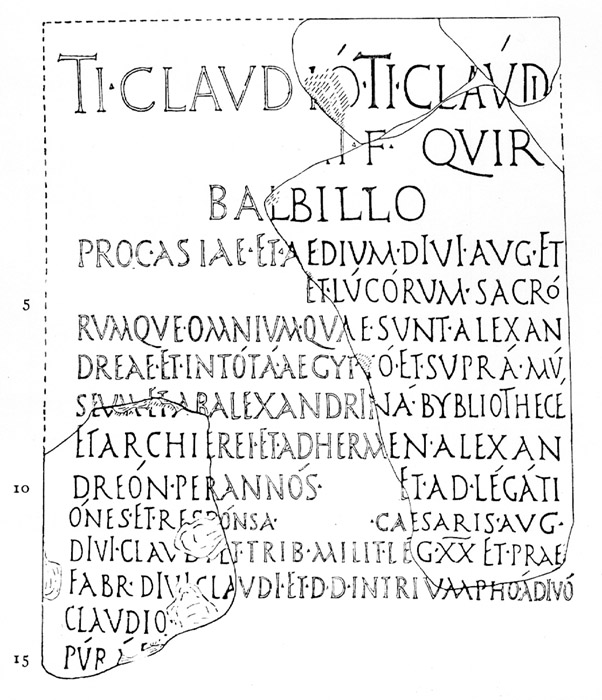
Inschrift des Tiberius Claudius Balbillus, Vorsteher der Bibliothek unter Kaiser Claudius, aus Ephesos

Auch für die Zeit nach der Machtübernahme der Römer in Ägypten 30 v. Chr., durch die Alexandria unter römische Herrschaft geriet, ist die Überlieferungslage schlecht. Sicher ist, dass Bibliothek und Museion noch lange weiterbestanden und Alexandria auch in römischer Zeit ein bedeutendes Zentrum der Wissenschaft blieb.
Laut Sueton, einem römischen Geschichtsschreiber des späten 1. und frühen 2. Jahrhunderts, ließ Kaiser Claudius das Museion erweitern, auch um seine eigenen Werke dort unterbringen und rezitieren zu lassen. Da jedoch die älteren Bestände bereits dem Zerfall ausgesetzt waren und deshalb große Mengen an Schriftrollen zu kopieren waren, aber nichts Sicheres über ein festes Budget entsprechenden Umfangs überliefert ist, ist damit zu rechnen, dass ein langsamer Niedergang der Bibliothek bereits begonnen hatte.
Im Gegensatz zur hellenistischen Zeit, in der im Museion eine Verbindung von wissenschaftlich-literarischer und religiös-kultischer Aktivität bestand, war der Betrieb unter der römischen Herrschaft wohl säkularisiert. Die Lehrtätigkeit am Museion entwickelte sich mehr im Sinne eines hochschulartigen Unterrichtsbetriebs. Die Quellen berichten einige Nebensächlichkeiten, etwa dass unter Kaiser Domitian nach früheren Bränden der Bibliotheken Roms Schreiber nach Alexandria geschickt wurden, um dort Bücher für Rom zu kopieren. Als Legende gilt die Nachricht, Marcus Antonius habe 200.000 Schriftrollen aus der Bibliothek von Pergamon an Kleopatra VII. und die alexandrinische Bibliothek verschenkt.
Kaiser Hadrian besuchte das Museion persönlich und ernannte im Lauf der Zeit etliche neue Mitglieder. Möglich ist, dass auch seine Nachfolger Antoninus Pius und Mark Aurel ähnlich gehandelt haben. Einen Einschnitt bedeutete das Massaker, das der während einiger Monate 215/216 in Alexandria anwesende Kaiser Caracalla unter der Stadtbevölkerung anrichten ließ. Darüber hinaus soll er dem Museion und seinen Mitgliedern aufgrund aristotelischer Tendenzen einige Privilegien aberkannt haben.
Aufgrund von Funden im Palastviertel hält es Jean-Yves Empereur für möglich, dass der Bezirk samt Bibliothek in der zweiten Hälfte des 3. Jahrhunderts zerstört wurde. Dazu passe, dass Berichte aus dem 4. Jahrhundert dies nahelegen und vor allem, dass Alexandria im 3. Jahrhundert etliche Kriege, Belagerungen und Eroberungen erlebte. Als für die Zerstörung der Bibliothek Verantwortliche kommen die römischen Kaiser Caracalla, Aurelian und Diokletian in Betracht, von denen jeder der Stadt Alexandria bedeutende Schäden zugefügt hat.
Von einigen Forschern wird das Ende der Bibliothek im Jahr 272 angesetzt, wobei das Museion und die Bibliothek im Serapeion auch danach weiter existierten. Demnach wurden im Jahr 272 die Stadtmauern geschleift und der größte Teil des Bruchion genannten Palastviertels samt Museion zerstört, als die Römer unter Kaiser Aurelian die etwa zwei Jahre lang von den Palmyrenern beherrschte Stadt zurückeroberten. Gegen eine Zerstörung im 3. Jahrhundert ist der Umstand angeführt worden, dass Alexandria auch in der Spätantike ein wichtiges Bildungszentrum blieb. Als letzter Wissenschaftler des Museions gilt der 405 verstorbene Astronom und Mathematiker Theon von Alexandria.
Roger Bagnall zieht einen über längere Zeit dauernden Niedergang der Bibliothek in Erwägung. Statt einer spektakulären Zerstörung hätten demnach die Machthaber einem neuen Zeitgeist entsprechend das Interesse verloren, eine große und weithin bekannte Bibliothek zu unterhalten. Vor allem der Aufwand, große Mengen alter und bereits zerfallender Schriften immer wieder zu kopieren, könnte dazu geführt haben, dass die Bestände in der Bibliothek ihrem Schicksal überlassen wurden. Einer anderen Annahme zufolge wurde nach der Machtübernahme der Römer aus der einstigen Privatbibliothek der ptolemäischen Herrscher eine öffentliche Einrichtung der römischen Provinz.

### Unter den Arabern
Im Zuge der arabischen Eroberung Ägyptens wurde im Jahr 642 auch die Stadt Alexandria eingenommen. Allgemein wird die Überlieferung, nach der die Araber dabei die Bibliothek zerstört hätten, ins Reich der Legende verwiesen. Eine vermutlich spät erfundene tendenziöse Legende besagt, der arabische Feldherr ʿAmr ibn al-ʿĀs, der Ägypten eroberte, habe den Kalifen ʿUmar ibn al-Chattāb gefragt, wie hinsichtlich der Bibliothek zu verfahren sei, worauf dieser die Zerstörung angeordnet habe. Dies habe der Kalif damit begründet, dass diejenigen Bücher, deren Inhalt mit dem Koran übereinstimmen, überflüssig seien und diejenigen, die dem Koran widersprechen, unerwünscht. Daraufhin seien die Handschriften zur Beheizung öffentlicher Bäder genutzt worden. Spätestens seit dem 18. Jahrhundert ist diese Geschichte umstritten, die moderne Forschung geht von einer Legendenbildung im frühen 13. Jahrhundert aus.
Möglich ist, dass arabischen Gelehrten einige Bücher der ehemaligen großen Bibliothek oder der Bibliothek im Serapeion, welche die Wirren überstanden hatten, zugänglich waren. Die Werke bekannter griechischer Autoren könnten den islamischen Gelehrten jedoch auch über private oder andere Schriftensammlungen bekannt geworden sein.

## Rezeption

### Altertumswissenschaft
Trotz der geringen Zahl an verlässlichen Informationen über die Bibliothek wird sie seit jeher von zahllosen Forschern, Schriftstellern und Künstlern als idealtypischer Ort umfassenden Wissens bewundert und als Symbol der Vergänglichkeit desselben angesehen. Im Zuge dessen wurden die antiken Berichte über die Bibliothek nicht selten ausgeschmückt, offene Fragen wurden mit spekulativen Annahmen beantwortet.
Der Ruf einer riesigen Bibliothek entstand schon in der Antike, daraus resultierten bereits im 2. Jahrhundert euphorische Berichte wie die des Aulus Gellius und des Athenaios. Im Zeitalter des Renaissance-Humanismus wurde dieses Bild für die Neuzeit übernommen. Von 1776 bis 1789 veröffentlichte der Historiker Edward Gibbon sein monumentales Werk The History of the Decline and Fall of the Roman Empire, in dem er auf die Thematik einging und sich gegen eine Zerstörung durch die Araber aussprach. Die moderne wissenschaftliche Beschäftigung mit der Bibliothek begann 1823 mit einer Publikation von Gerhard Dedel und brachte seither zahlreiche Bücher und Aufsätze hervor. Die ungeklärten Hauptfragen waren seit jeher, an welchem Ort genau die Bibliothek zu lokalisieren ist und ob sie vom im Alexandrinischen Krieg gelegten Feuer zerstört wurde.
Im Jahr 1952 verfasste der Amerikaner Edward Alexander Parsons eine umfangreiche Monographie. 1986 erschien Luciano Canforas Bestseller über die antike Bibliothek. Der Hauptteil des Buches besteht aus mit Fakten vermischten literarischen Fiktionen. In einem zweiten Teil geht der Philologe Canfora auf die antiken Quellen und den Stand der Forschung ein. Das Werk wurde oft neuaufgelegt und in etliche Sprachen übersetzt. Vier Jahre später verfasste der ägyptische Historiker Mostafa El-Abbadi ein weiteres umfangreiches Werk. Seither erschienen vor allem Aufsätze zum Thema.
2002 wurde die neue Bibliotheca Alexandrina eröffnet, die ihrem Selbstverständnis und Auftrag nach an die antike Bibliothek von Alexandria anknüpfen soll.

### Belletristik, Film und weitere Bezüge
Abseits der Forschung wird das Schicksal der Bibliothek in zahlreichen belletristischen Werken thematisiert, etwa bei Steve Berry, Clive Cussler, Denis Guedj und Jean-Pierre Luminet.
In dem 1963 produzierten amerikanischen Monumentalfilm Cleopatra wird der angeblich von Caesar verursachte Brand der Bibliothek filmisch dargestellt. In der darauffolgenden Szene wirft Kleopatra Caesar deshalb vor, sich wie ein Barbar zu verhalten. Der 2009 produzierte Film Agora – Die Säulen des Himmels spielt zu großen Teilen vor der Kulisse des Serapeions, auch die Zerstörung der dortigen Tochterbibliothek wird dargestellt.
Als Aktivierungswort des digitalen Assistenten von Amazon Echo wurde vom Hersteller Alexa gewählt – als Hommage an die Bibliothek von Alexandria.
Auch in der Filmreihe The Quest werden Bezüge zur legendären Bibliothek hergestellt, indem erzählt wird, dass „Die Bibliothek“ auf der alexandrinischen Bibliothek basiere.